# Stanley Enow
Stanley Enow, de son nom complet Stanley Ebai Enow, également connu sous le pseudonyme Bayangi Boy, né le 8 février 1985 à Bamenda, est un rappeur et chanteur camerounais,. Il se fait connaître grâce à son single Hein Père. Il est l'un des artistes camerounais les plus en vogue auprès des jeunes.
En 2014, il est le premier camerounais à être nommé et à gagner un MTV Africa Music Awards, dans la catégorie Best New Act,.
En 2018, il joue le rôle de Dagobert dans la web-série Pakgne aux côtés des actrices Marcelle Kuetche et Muriel Blanche,.

## Biographie

### Jeunesse et études
Originaire de la région du Sud-Ouest du Cameroun, Stanley Enow naît à Bamenda. Il grandit à Bafoussam, où il fait ses études primaires et secondaires au Government Bilingual High School. En 2007, il s'installe à Douala, où il obtient un diplôme en journalisme économique à l'université de Douala,.

### Débuts et carrière musicale

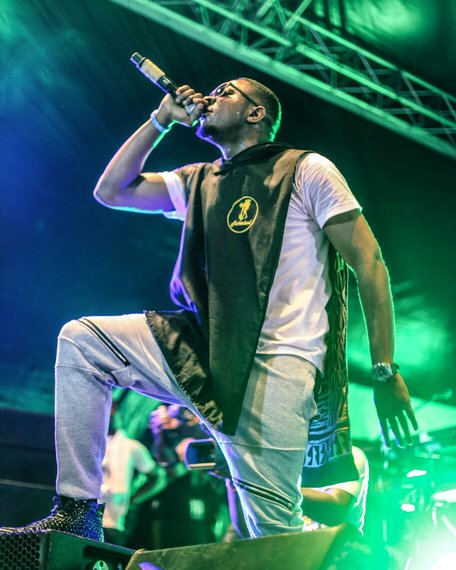
Stanley Enow en 2016.

Stanley Enow commence à écrire des textes de rap et à faire du breakdance au lycée. Il s'est ensuite produit dans deux émissions nocturnes populaires au Cameroun : Groove et Cocktail Hit Parade. Il s'est également produit sur plusieurs stations de radio privées, où il travaille en tant qu'animateur et réalisateur. Stanley Enow anime l'émission musicale télévisée Mboa, et fait de la publicité en voix off pour MTN Group.
Stanley Enow sort son premier single Hein Père en juin 2013. Le clip remporte le prix de la meilleure vidéo de l'année lors des Balafon Music Awards,. La chanson est classée numéro 1 sur la liste camerounaise de ReverbNation et sur Trace Africa. Le remix de la chanson comprend l'artiste sud-africain F.A.B. Le deuxième single de Stanley Enow, « TumbuBoss » (« Toumbou Boss Deluxe »), est publié en avril 2014,.
En 2013, Stanley Enow obtient deux prix lors de la première cérémonie des Cameroon Academy Awards : Artiste masculin de l'année et Artiste urbain de l'année. Il est le seul artiste camerounais à avoir été sélectionné aux MTV Africa Music Awards, où il a été récompensé du meilleur nouveau artiste en 2014,,. Le prix du meilleur nouvel artiste et le meilleur homme d'Afrique centrale aux African Muzik Magazine Awards 2014 lui ont également été décernés.

## Discographie

### Albums studio
- 2015 : Soldier Like My Papa

- 2019 : Stanley Vs Enow

### EPs
- 2014 : Tumboboss

### Singles
- 2013 : Hein Père
- 2014 : TumbuBoss
- 2014 Slippery When Wet (Remix) (en collaboration)
- 2014 : Njama Njama Cow
- 2015 : King Kong
- 2015 : Work hard
- 2015 :Yours ft. Ice Prince
- 2016 : Bounce ft. AKA et Locko
- 2017 : Adore you ft. Mr Eazi
- 2018 : Elle est là
- 2018 : Caramel ft. Davido
- 2018 : Casanova
- 2020 : Tu vas lire l'heure[22]
- 2022 : Nyongo
- 2022 : Parapariparo
- 2023 : Parapariparo Remix (Feat Nyanda; Beniton)[23].

## Prix et récompenses
- 2014 : Best New Act  aux MTV Africa Music Awards
- 2014: Best Newcomer aux Africa Muzik Magazine Awards (Afrimma) à Dallas[24]
- 2015 : Révélation de l'année aux Canal 2'Or
- 2015: Artiste ou Groupe de musique urbaine aux Canal 2'Or[25]
- 2015 : Best male in Central Africa aux AFRIMA Awards 2014[26]
- 2015: Nommé aux 4Syte TV Music Video Awards 2016 dans la catégorie Best African Act Video[27]
- 2016: Nommé aux Kora Awards 2016 dans la catégorie meilleur artiste hip-hop[28]
- 2016: Nommé aux Africa Muzik Magazine Awards (Afrimma) 2016 dans la catégorie Best Male Central Africa et Video of the Year[29]
- 2016 : Best Artist in African Hip-Hop aux AFRIMA Awards 2016, avec Wax Dey et Naomi Achu[30]
- 2019 : Meilleure collaboration aux Balafons Music Awards avec le titre My way feat Locko & Tzy Panchak[31]
- 2023 : Remporte le trophée de meilleur artiste africain lors des Urban Music Awards à Londres[32],[33]